# Хрести (річка)
Хрести (Яр Дудників) — річка в Україні у Чкаловській селищній громаді Чугуївського району й Балаклійській міській громаді Ізюмського району Харківської області. Права притока річки Середньої Балаклійки (басейн Дону).

## Опис
Довжина річки приблизно 7,97 км, найкоротша відстань між витоком і гирлом — 5,78  км, коефіцієнт звивистості річки — 1,38 . Формується декількома струмками та загатами.

## Розташування
Бере початок на південно-східній стороні від села Студенок. Тече переважно на південний схід через села Калинівку та Таранушине і на південно-західній околиці села Волохів Яр впадає у річку Середню Балаклійку, праву притоку річки Балакліїки.

## Притоки
- Казначеїв яр — ліва притока, впадає між селами Калинівка і Таранушине.[5][3]

## Цікаві факти
- У XX столітті на річці існували скотний двір, птице-тваринна ферма (ПТФ) та декілька газових свердловин[1].